# Kamil Brabenec (hockeista su ghiaccio)
Kamil Brabenec (Brno, 17 maggio 1976) è un allenatore di hockey su ghiaccio ed ex hockeista su ghiaccio ceco di ruolo centro.

## Carriera
Nella sua lunga carriera ha giocato perlopiù nei campionati del suo paese, vincendo l'Extraliga ceca nella stagione 2016-2017 con la maglia dell'HC Kometa Brno.
All'estero ha giocato per quasi sei stagioni nell'Extraliga slovacca: per cinque anni ha vestito la maglia dell'HKm Zvolen (2011-2016, con la vittoria del titolo nel 2012-2013) mentre per la prima parte della stagione 2016-2017 si è trasferito all'Ice Tigers Nové Zámky, prima di tornare a Brno per la parte terminale della stagione regolare ed i play-off. Per due anni ha giocato nel massimo campionato svedese con la maglia del Luleå HF, mentre dall'estate del 2017 si è trasferito in Alps Hockey League con l'Hockey Club Egna.
Tra il 2009 ed il 2011 ha anche vestito la maglia della nazionale ceca.

## Palmarès
- Campionato slovacco: 1

Zvolen: 2012-2013
- Extraliga ceca: 1

Kometa Brno: 2016-2017